# NGC 550
NGC 550 je galaksija u zviježđu Kit.

## Vanjske poveznice
- SEDS: NGC 0550